# Macrofamilia nostrática

Árbol filogenético propuesto por Bomhard.

La macrofamilia nostrática es una hipotética familia de lenguas, o más correctamente una macrofamilia, que incluiría a las lenguas indoeuropeas junto con las lenguas urálicas, las lenguas altaicas, las lenguas afroasiáticas, las lenguas dravídicas, las lenguas kartvelianas, etc. Existen diversas propuestas sobre qué lenguas forman parte de la macrofamilia nostrática. Una versión más moderada de esta idea es la propuesta del euroasiático, que incluiría solo algunos de los grupos anteriores. También se ha empleado el término euroasiático-amerindio equivalente al nostrático en sentido más amplio, para incluir a las lenguas amerindias. Las lenguas nostráticas o euroasiáticas-amerindias a menudo se agrupan con la macrofamilia dené-daic para formar la megafamilia boreana.
La protolengua ancestral hipotética de la que derivarían por diversificación todas las lenguas nostráticas se denomina convencionalmente proto-nostrático, De ser correcta la hipótesis nostrática, el protonostrático se habría hablado hacia el final del paleolítico superior en alguna región de Eurasia occidental.

## Historia
Esta macrofamilia fue propuesta por el lingüista danés Holger Pedersen que defendió el parentesco genético entre estas lenguas en 1903 usando el término latino nostrates (compatriotas). La reconstrucción del proto-nostrático fue intentada independientemente en los años 1960 por dos lingüistas rusos, Vladislav Ílich-Svítych y Aharon Dolgopolski, y posteriormente fue revisada por Allan R. Bomhard (2008) contando actualmente con unos pocos centenares de cognados. Sin embargo estos datos se han criticados ampliamente y esta macrofamilia está lejos de ser aceptada como un grupo de lenguas genéticamente emparentadas, como, mayoritariamente suele ocurrir con la existencia del indoeuropeo. Actualmente se conoce como hipótesis nostrática a varias hipótesis que conjeturan relaciones de largo alcance entre el indoeuropeo y otras lenguas de Eurasia (e incluso América del norte).
La hipótesis nostrática es similar a la hipótesis euroasiática formulada por Greenberg y Ruhlen. De hecho algunos lingüistas como Sergéi Stárostin han trabajado por unificar ambas propuestas. De tal manera que diversos partidarios de la hipótesis nostrática consideran que las lenguas euroasiáticas constituyen una rama propiamente dicha de la macrofamilia nostrática.

## Evidencias a favor
Los partidarios de la teoría nostrática argumentan que la técnica usada para reconstruir el proto-nostrático, y por tanto, probar en última instancia el parentesco de varias grandes familias de Eurasia, es precisamente el método comparativo, la misma técnica usada para reconstruir el proto-germánico o el proto-indoeuropeo. Sin embargo, las reconstrucciones y la teoría han tenido poca aceptación, por lo que resulta clara la frustración de los nostraticistas pues aunque están usando los mismos métodos que los indoeuropeístas, los resultados obtenidos son rechazados por la mayoría de indoeuropeístas.
Esta situación paradójica surge de una mala comprensión del método comparativo pues la aplicación de dicho método a todo el léxico de una lengua para buscar coincidencias léxicas razonables no siempre es adecuada, ya que puede existir un número aleatorio de parecidos razonables. La situación cambia si la comparación se restringe inicialmente a un área concreta del léxico con significados bien definidos y solo una vez se encuentran correspondencias fonéticas regulares se considera el resto del léxico. Cuando los indoeuropeistas iniciaron la reconstrucción del proto-indoeuropeo sobre la base de relaciones de afinidad evidentes, términos que de antemano se sabía eran cognados evidentes, inicialmente no se reconstruyeron términos cuya posible cognacidad era evidente.
Aún hoy la mejor evidencia a favor del nostrático es la impresionante lista de términos reconstruidos, aunque como algunos argumentan a pesar de la longitud de la lista existen problemas con el número de cognados en los que se basan.
La evidencia morfológica por otra parte es escasa y no va mucho más allá de algunas pocas marcas pronominales e interrogativos:
| Protolengua  | 1.ª pers. sing. nominativa | 1.ª pers. sing. oblicua | 2.ª pers. sing. nominativa | 2.ª pers. sing. oblicua | 1.ª pers. pl. exclusiva | 1.ª pers. pl. inclusiva | 2.ª pers. plural | ¿quién? | ¿qué?  |
| ------------ | -------------------------- | ----------------------- | -------------------------- | ----------------------- | ----------------------- | ----------------------- | ---------------- | ------- | ------ |
| indoeuropeo  | egom                       | mene/me                 | tu                         | te-                     | uei/nos                 | uei/nos                 | iuH/uos          | kwi     | ma     |
| urálico      | mi                         | minV-                   | ti                         | tū-                     | mæ/me                   | mæ/me                   | tæ               | ke      | mi-    |
| altaico      | bi                         | mine-                   | si                         | sin                     | b-                      | m-                      | tʰV, sV          | k-      | ma     |
| Afroasiático | in-                        | i                       | int-                       | ku, ki                  | inn-                    | inn-                    | kun              | k(w)    | ma, wa |
| kartveliano  | me                         | men                     | sen                        | si, se                  | n-, naj                 | m-, men-                | stkwen           | min     | ma     |
| drávida      | ān                         | en                      | nī                         | nin-                    | ām                      | nam                     | nīm              | yāv     | yā     |
| amerindio    | na                         |                         | ma                         |                         | na-                     | -n-                     |                  | kune    | mana   |

## Argumentos en contra
Uno de los principales argumentos contra el trabajo de los nostraticistas, es el argumento estadístico dado por Ringe (1995 y 1999), un indoeuropeísta. Ringe parte de la lista de cognados reconstruidos para el proto-nostrático, considerando las seis familias principales en que se divide, y cuenta cuantas de ellas aparecen en dos, tres, cuatro, cinco o seis de las familias. El número de cognados testimoniados en tres, cuatro, cinco o seis familias disminuye rápidamente a medida que aumenta el número de familias, lo cual sí que sucedería si las coincidencias fueran azarosas. Más concretamente Ringe calculó que la distribución se parece mucho a lo que sucedería si cada raíz pudiera tener una probabilidad de 40% con alguna palabra dentro de cada familia. Y sugiere que por tanto la impresionante lista de cognados es compatible con un número de coincidencias azarosas. Aunque 40% puede parecer una probabilidad de coincidencia, improbable por mero azar, la laxitud empleada en los diccionarios de nostrático para considerar que dos palabras tienen significados relacionados, y dado que las raíces reconstruidas son casi en su totalidad monosilábicas.
Una forma de entender los resultados de Ringe es considerar seis sacos llenos de guijarros de diferentes mármoles con diferentes texturas y colores. El trabajo de reconstruir cognados nostráticos se parecería a encontrar guijarros del mismo color en las diferentes bolsas, cuando la probabilidad de coincidencia es del 40%. Típicamente la mayoría de coincidencias aparecerían en solo dos de las bolsas, siendo las coincedencias triples o cuádruples mucho menos frecuentes.
Otro argumento proviene del hecho de que existen actualmente dos reconstrucciones diferentes del protonostrático, la de la "escuela de Moscú" y la de Bomhard, aunque ambas se basan en la hipótesis glotálica para las oclusivas del proto-indoeropeo, ambas dan valores fonéticos diferentes a los fonemas protoindoeuropeos tradicionalmente reconstruidos como *d y *t. Por tanto solo una de las dos propuestas estaría dando con los valores fonéticos correctos, no pudiendo ser los dos correctos. Por consiguiente, parece posible obtener una lista larga de cognados aún con valores fonéticos incorrectos, por lo que la probabilidad de falsos positivos es alta.

## Comparación léxica
Se ha propuesto un número de posibles cognados, sobre la base de similitudes entre el sonido y el significado de las formas en los idiomas a lo largo de todo el mundo. El más conocido de este tipo es la lista de vocabulario (1994) de Bengtson y Merritt Ruhlen, donde se enumera una selección de estas formas:
| Idioma       | ¿quién? | ¿qué? | dos    | agua    | uno / dedo | brazo (1) | brazo (2) | curva / rodilla | pelo  | vagina | olor / nariz |
| ------------ | ------- | ----- | ------ | ------- | ---------- | --------- | --------- | --------------- | ----- | ------ | ------------ |
| afroasiático | k(w)    | ma    | bwVr   | ak’wa   | tak        | ganA      |           | bunqe           | somm  | put    | suna         |
| kartveliano  | min     | ma    | yor    | rts’q’a | ert        | t’ot’     | qe        | muql            | toma  | putʼ   | sun          |
| drávido      | yāv     | yā    | iraṇṭu | nīru    | birelu     | kaŋ       | kay       | meṇḍa           | pūṭa  | počču  | čuṇṭu        |
| euroasiático | kwi     | mi    | pālā   | akwā    | tik        | konV      | bhāghu(s) | bük(ä)          | punče | p’ut’V | snā          |
| amerindio    | kune    | mana  | p’āl   | akwā    | dɨk’i      | kano      | boko      | buka            | summe | butie  | čuna         |

Los numerales reconstruidos para diferentes protolenguas incluidas en diferentes versiones de la hipótesis nostrática son:
| GLOSA | PROTO- INDO- EUROPEO | PROTO- URÁLICO | PROTO- ALTAICO | PROTO- KARTVEL. | PROTO- DRAVÍDICO | PROTO- SEMÍTICO | PROTO- ESKIMO |
| ----- | -------------------- | -------------- | -------------- | --------------- | ---------------- | --------------- | ------------- |
| 1     | *oynos               | *ükte          | *bʲuri         | *ɛrti           | *oru-            | *ħad            | *atạụccị(q)   |
| 2     | *dwō                 | *käktä         | *puču          | *jɔri           | *iru-            | *θin            | *maːlʀuk      |
| 3     | *treyes              | *kolme         | *ilu           | *sɑmi           | *muv-            | *śalāθ-         | *piŋayut      |
| 4     | *kʷetwor-            | *ńeljä         | *torʲ-         | *ɔtxɔ           | *nāl             | *ʔarbaʕ         | *citamat      |
| 5     | *penkʷe              | *witte         | *tu            | *xuti           | *cayN-           | *xamis-         | *taLimat      |
| 6     | *sweks               | *kutte         | *ńu-           | *ɛkʂwi          | *caŗu-           | *šdiθ-          | *aʀvinL-      |
| 7     | *septm               | *śajćem        | *ŋadi          | *ʃkwiti         | *ēr̤u-            | *šabʕa          | *5+2          |
| 8     | *h3oktō              | *jek-          | *ĵa            | *ɑrwɑ           | *eṭṭu            | *θamāniy-       | *5+3          |
| 9     | *newn                | *kek-          | *keg-          | *tʂχɑrɑ         | *oṉ-pak-tu       | *tišʕ-          | *10-1         |
| 10    | *dekm                | *luka          | *tʲub-         | *ɑ(ʂ)ti         | *pak-tu          | *ʕaśr           | *qul-         |
Estos numerales muestran solo unas pocas coincidencias superficiales y no parecen remontarse a un único sistema de cuenta antiguo común.

## Poesía
Ejemplo de una poesía hipotética construida con el vocabulario reconstruido del protonostrático:
| Protonostrático           | Traducción                              |
| ------------------------- | --------------------------------------- |
| Kelhä wete ki ʕakun kähla | La lengua es algo en el tiempo del rio, |
| kaλai palha ka na wetä    | a la casa del ancestro nos lleva,       |
| śa da ʔakä ʔeja ʔälä      | pero nunca llegará al                   |
| jako pele tuba akwä wete. | que tiene aguas profundas.              |